# ラスティック
ラスティック/ラスティック・ストンプ (Rustic/Rustic Stomp) とはサイコビリーや、その源流のカントリー系（C&W/ブルーグラスなど）、トラッド系（アイリッシュ/その他各国の伝統音楽）、オールドジャズ系（デキシー/ジャグ/スウィングなど）といった要素を融合させた音楽のジャンル。

## 概要
1996年に東京スカンクス Tokyo Skunx（現 AA&To￥$ox）ダビすけが提唱した音楽のジャンル。
80年代までは広くミクスチャー・ロックとして定義されていたものを、1996年にラスティック・ストンプ1996のリリースを期に、新たに定義した。
ロカビリー～ニューウェーブの流れを汲むサイコビリーと、ブルーグラス～パンクの流れを汲むカウパンクをベースに、そのルーツ、ケルトに代表される民族の伝統音楽や、そのルーツから派生した40年代以前のジャスやブルーズなどのポピュラーミュージックの要素を大幅に取り入れた音楽性が特徴。その表現のために、伝統音楽に使用されるバンジョーやマンドリン（ブズーキ、シターン）などのいわゆる生楽器を用いる事が多い。
尚、ルーツミュージックのノリが少ないものや、ただ生楽器を使用しているだけのもの、エレキベースを使用する楽曲/バンドを「セミ・ラスティック」と呼ぶ。セミ・ラスティックには、カウパンク、パディ・ビート、アイリッシュ・パンク、極悪フォークなども含まれる。

## 広くラスティック/ラスティック・ストンプに分類される主なアーティスト

### 第1世代
- 東京スカンクス Tokyo Skunx
- Dog Eat Dog （現ドッギードッグ DOG'GIE DOGG）
- オリンピックス
- fish fiks

### 第2世代
- バナナシェイクス Banana Shakes
- ロス・ランチェロス Los Rancheros
- クラシックチャイムス CLASSIC CHIMES
- エムエムボッコス M.M.Boccos
- スピードボール Speed Ball
- ホルスターズ The Holsters
- ドギーマウンテンブルドッグス Doggy Mountain Bulldogs

### 第3世代
- スターキーズ STaRKEYS
- ピストルパッキンママ Pistol Packin' Mama
- ケイブゲイズワゴン Cave Caze Wagon
- ツートーンフォード 2-Tone Ford
- ディンサルーン Din Sallon

### 第4世代
- ウッドストック Woodstock
- キャバレロポルカーズ Caballero Polkers
- ホブルディーズ Hobbledees
- マウンテンパイオッツ Mt.Paiot's
- オインク Oink
- リトルドッグワルツ Little Dog Waltz
- ピストオフ Pissed Off
- モヒカンファミリーズ Mohikan Family's
- エーエーアンドトイソックス AA&To￥$ox
- エフホールラグオーケストラ Fhole Rag Orchestre
- オールディックフォギー OLEDICKFOGGY
- バンケットローバー BANQUET ROVER